# Ramón Mayeregger
Ramón Mayeregger Galarza (Asunción, 1936. május 5. – 2021 előtt) paraguayi labdarúgókapus.

## Pályafutása
A paraguayi válogatott tagjaként részt vett az 1958-as labdarúgó-világbajnokságon. 1957 és 1961 között 15 mérkőzésen szerepelt a nemzeti csapatban. Klubszinten játszott a Club Nacional csapatában is. Fiatalabb féltestvére, Luis Galarza a Bolíviai labdarúgó-válogatott kapusa volt.